# A7 (Club)
Das A7 war ein Musikclub im East Village in New York, der von 1981 bis 1984 existierte und die erste Veranstaltungsstätte der aufkeimenden New-York-Hardcore-Szene war.

## Geschichte
Der Club befand sich an der Avenue A Ecke East 7th Street, in einer Gegend, die zu Beginn der 1980er-Jahre als Drogenumschlagplatz und als Revier puerto-ricanischer Streetgangs verschrien war. Die Benennung des Clubs nach der Straßenkreuzung, an der er sich befand, wurde im East Village später zum Trend. Die Räumlichkeit an der westlichen Ecke des Tompkins Square Park umfasste nur knapp 50 Quadratmeter und konnte ca. 75 Personen beherbergen. Die L-förmige Bühne war zwanzig Zentimeter hoch und nur 1,50 Meter tief, so dass Bandmitglieder mit Ausnahme der Schlagzeuger oft vor der Bühne spielen mussten. Zunächst wurde der Club von Bands wie den Stimulators (mit dem zwölfjährigen Harley Flanagan am Schlagzeug) oder den Violators bespielt, schnellen Punkbands, die in den USA den Übergang vom Punk zum Hardcore einleiteten, außerdem spielten Reggae- und Jazzbands. Nach und nach bildete sich rund um das A7 eine aus zunächst aus gut 100 Personen bestehenden Hardcore-Szene, innerhalb derer sich Bands wie The Abused, Agnostic Front, Antidote, Cause for Alarm, die Cro-Mags, Heart Attack, Kraut, The Mob oder Urban Waste formierten und regelmäßig, teils wöchentlich das A7 bespielten. Andere Etablissements standen diesen Jugendlichen zunächst kaum offen, da die Hardcore-Szene recht gewalttätig war und größere Clubs deshalb selten Bands dieses neuen Genres buchten. Das A7 verzichtete auf eine aufwändige Inneneinrichtung und konnte den Jugendlichen so eine günstige Anlaufstelle bieten. Etablierte Punkmusiker wie die Ramones, Jello Biafra und Glenn Danzig gehörten zu den regelmäßigen Gästen, Stammgast Roger Miret brachte seinen Halbbruder Freddy Cricien, den späteren Sänger von Madball, zu Konzerten mit, als dieser sieben Jahre alt war. Das Personal rekrutierte sich aus der Szene, so arbeitete Raymond Barbieri im A7 als Türsteher, Doug Holland (Kraut, Cro-Mags) hinter der Bar oder James Drescher (Murphy’s Law) als DJ.
Aufgrund des Erfolges seines Clubs mietete Eigentümer Dave 1982 temporär etwa 500 Meter südöstlich des A7 ein Loft an der Kreuzung Houston Street/East 2nd Street, das er „2+2“ nannte und das ein größeres Fassungsvermögen als das A7 hatte; die Bad Brains spielten dort einige Shows. 1983 hörte das A7 auf, Livekonzerte zu veranstalten. 1984, zur Blütezeit des New York Hardcore, schloss der Club seine Pforten.
2013 wurde im Rahmen des CBGB's Festival an den Räumlichkeiten eine Plakette enthüllt, die an die historische Bedeutung des A7 erinnert.

## Zitate
„Everyone likes to go on about CB's, but CB's didn't support the scene like Dave at A7 did. He was the first to put on the shows.“

„It was very much like your own social club. It was more than a music club. It was sort of like the way a biker gang would have their hangout.“